# Paulense Desportivo Clube
Paulense Desportivo Clube (Crioll capverdià: Paulensi Disportibu Klubi i crioll de São Vicente: Paulense Dsportiv' Klube) és un club de futbol que havia jugat a la Primera divisió i que juga a la Lliga de l'Illa de Santo Antão del Nord de Cap Verd. Situat a la ciutat de Pombas, a prop de Paúl a la part nord-oriental de l'illa de Santo Formigaão. És el club principal de la vall de Paul.

## Història
El Paulense va guanyar el seu primer títol el 2003, el 2005 en va guanyar dos més, i el 2014 i 2015 n'ha guanyat dos més. L'equip va guanyar dos títols de copa, quatre títols de Súper Copa, el més recent del 2015, i quatre dels cinc torneigs d'Obertura, el 2007, 2008, 2013 i 2014. El club té un petit estadi a Pombas sense seients, juga molts dels partits a l'estadi João Serra de Ponta do Sol. El club va celebrar el seu 32è aniversari el 2013

## Palmarès
- Lliga de l'Illa de Santo Antão del Nord: 6[2]

2002/03, 2003/04, 2004/05, 2011/12, 2013/14, 2014/15
- Copa de l'Illa de Santo Formigaão del nord: 2

2012/13, 2014/15
- Súper copa de l'Illa de Santo Formigaão del nord: 4

2011/12, 2012/13, 2013/14, 2014/15
- Torneig d'obertura de l'Illa de Santo Formigaão del nord: 5

2002/03, 2006/07, 2007/08, 2012/13, 2013/14

## Lliga i història de copa

### Campionat nacional
| Estació | Div.   | Pos.   | PJ | PG | PE | PP | GF | GC | Dif.G | Pts. | Notes         | Play-offs        |
| ------- | ------ | ------ | -- | -- | -- | -- | -- | -- | ----- | ---- | ------------- | ---------------- |
| 2003    | 1B     | 4      | 4  | 1  | 1  | 3  | 5  | 8  | -3    | 4    | No va avançar | No participat    |
| 2004    | 1A     | 5      | 5  | 1  | 0  | 4  | 3  | 13 | -10   | 3    | No va avançar | No va participar |
| 2005    | 1A     | 4      | 5  | 1  | 1  | 2  | 7  | 6  | +1    | 4    | No va avançar | No va participar |
| 2012    | 1B     | 4      | 5  | 1  | 2  | 2  | 6  | 9  | -3    | 3    | No va avançar | No va participar |
| 2014    | 1A     | 4      | 5  | 1  | 2  | 2  | 3  | 4  | -1    | 3    | No va avançar | No va participar |
| 2015    | 1A     | 2      | 5  | 3  | 1  | 1  | 6  | 2  | +3    | 4    | Semifinalista |                  |
| Total:  | Total: | Total: | 29 | 8  | 7  | 14 | 30 | 42 | -12   | 18   |               |                  |

### Campionat regional
| Estació | Div. | Pos. | Pl. | D | L | GS | GA | GD | P   | Copa | Obrint                            | Notes                             |                                   |
| ------- | ---- | ---- | --- | - | - | -- | -- | -- | --- | ---- | --------------------------------- | --------------------------------- | --------------------------------- |
| 2003–04 | 2    | 1    | -   | - | - | -  | -  | -  | -   | -    | Promogut als Campionats Nacionals |                                   |                                   |
| 2004–05 | 2    | 1    | -   | - | - | -  | -  | -  | -   | -    | Promogut als Campionats Nacionals |                                   |                                   |
| 2011–12 | 2    | 1    | -   | - | - | -  | -  | -  | -   | -    | Promogut als Campionats Nacionals |                                   |                                   |
| 2013–14 | 2    | 1    | 10  | 7 | 1 | 2  | 25 | 14 | +11 | 22   | Guanyador                         | Promogut als Campionats Nacionals |                                   |
| 2014–15 | 2    | 1    | 10  | 9 | 0 | 1  | 24 | 4  | +20 | 27   | Guanyador                         | Guanyador                         | Promogut als campionats nacionals |